# Joost van Leijen
Joost van Leijen (Nimega, provincia de Güeldres, 20 de julio de 1984) es un ciclista neerlandés.
En 2003 debutó como profesional con el equipo Van Vliet-EBH. En agosto de 2009 se marchó al Vacansoleil y luego de dos temporadas completas se unió a las filas del Lotto Belisol Team, equipo en el que permaneció hasta la temporada 2013, cuando puso fin a su carrera deportiva tras once temporadas como profesional y a los 29 años.

## Palmarés
2007
- Tour de Eslovaquia, más 1 etapa

2008
- 1 etapa del Tour de Hokkaido

2009
- 3.º en el Campeonato de los Países Bajos en Ruta

2010
- Giro de Münsterland

2011
- 1 etapa del Tour de Valonia

## Resultados en Grandes Vueltas
| Carrera | Carrera         | 2003 | 2004 | 2005 | 2006 | 2007 | 2008 | 2009 | 2010 | 2011 | 2012 | 2013 |
| ------- | --------------- | ---- | ---- | ---- | ---- | ---- | ---- | ---- | ---- | ---- | ---- | ---- |
|         | Giro de Italia  | —    | —    | —    | —    | —    | —    | —    | —    | —    | —    | —    |
|         | Tour de Francia | —    | —    | —    | —    | —    | —    | —    | —    | —    | —    | —    |
|         | Vuelta a España | —    | —    | —    | —    | —    | —    | —    | —    | —    | Ab.  | —    |

—: no participa

Ab.: abandono

## Equipos
- Van Vliet-EBH (2003-2009)[2]
  - Van Vliet-EBH-Gazelle (2003)
  - Van Vliet-EBH Advocaten (2004-2007)
  - Van Vliet-EBH-Elshof  (2008-2009)
- Vacansoleil-DCM (2009-2011)[3]
  - Vacansoleil Pro Cycling Team (2009-2010)
  - Vacansoleil-DCM Pro Cycling Team (2011)
- Lotto Belisol (2012-2013)
  - Lotto Belisol Team (2012)
  - Lotto Belisol Team Team (2013)